# Mambo de Machaguay (álbum)
Este artículo se refiere al álbum compilatorio de Los Jaivas. Para información sobre la canción consulte Mambo de Machaguay (canción).
Mambo de Machaguay es el primer álbum recopilatorio de la banda chilena Los Jaivas. 
Fue lanzado y promocionado por EMI Odeón Argentina, casa discográfica bajo la cual el grupo había editado sus discos Los Jaivas (1975) y Canción del Sur (1977). De hecho, se trata de una antología de canciones de ambos discos, que inexplicablemente se relanzó en CD en la década de 1990 (tanto El Indio como Canción del Sur fueron reeditados en la misma época), a pesar de que las pistas aquí contenidas no ofrecen ninguna diferencia con respecto a las aparecidas en los discos originales. El disco ofrece una buena perspectiva de lo que Los Jaivas realizaron musicalmente durante su estadía en Argentina, aunque faltan canciones como "La conquistada" o "En la cumbre de un cerro" para tener un panorama general.

## Lista de canciones
Letra, música y arreglos de Los Jaivas, excepto donde se indique
1. "Pregón para iluminarse" — 5:19
2. "Un día de tus días" — 3:10
3. "Sueño del inca" (A. Rifi) — 3:44
  - Arreglos y producción de Eddy Owens. Editada como single en 1978 y en la reedición en CD de Canción Del Sur
4. "Canción del Sur" — 7:41
5. "La vida mágica, ¡ay sí!" — 3:21
6. "Un mar de gente" — 4:08
7. "Mambo de Machaguay" (Luis Pizarro Cerón) — 4:12
  - Ésta es la versión "original", aparecida en un single editado en 1976 y en la reedición en CD de Canción Del Sur
8. "Dum dum tambora" (Popular uruguaya/Los Jaivas) — 8:00

- Tracks 1, 2 & 6 originales del álbum El Indio (1975)
- Tracks 4, 5 & 8 originales del álbum Canción del Sur (1977)

## Enlaces
- El Indio (información sobre temas 1, 2 & 6; detalles de grabación e integrantes de la banda)
- Canción del Sur (información sobre todos los demás temas; detalles de grabación e integrantes de la banda)

- Datos: Q5476996